# Ommatius amurensis
Ommatius amurensis är en tvåvingeart som först beskrevs av Richter 1960.  Ommatius amurensis ingår i släktet Ommatius och familjen rovflugor. Inga underarter finns listade i Catalogue of Life.